# Липот Баумхорн
Липот Баумхорн (мађ. Lipót Baumhorn или  , Кишбер, 1860 — Кишбер, 1932) је био мађарски архитекта јеврејског порекла.

## Биографија
Липот је дипломирао на високој техничкој школи у Бечу код професора Форштала Кенинга. Дуже време по окончању студија, провешће у бироу прослављеног Едена Лехнера. Од 1894 ради самостално водећи свој приватни архитектонски биро. Током читаве градитељске каријере учествовао је и побеђивао на више јавних архитектонских конкурса. Пројектовао је већи број објеката за колективно становање и јавних зграда, школа, банака и осталих јавних установа. Мање стамбене палате Липот ће пројектовати по провинцијама монархије које је обилазио и добро познавао. Ипак ће остати упамћен првенствено као пројектант синагога; подигао је преко двадесет синагога широм Средње Европе. Једна од првих била је синагога у Зрењанину. Свечано је освећена у августу 1896, порушена у лето 1941. године за време окупације. Била је базиликална грађевина складних пропорција са великом куполом. У почетку су у Липотове синагоге грађене у тзв. маварском стилу, са доста китњастог архитектонског украса. Храмови које ће касније градити, у времену од 1902 до 1908, у Ријеци, Сегедину, Будимпешти и Новом Саду, нешто су смиренијег волумена и без сувишног архитектонског украса. У Новом Саду Липота срећемо од 1904 када је пројектовао и подигао зграду Штедионице на централном градском тргу. Користећи затечену зграду, тачније њене темеље, Липот уз техничке новине у граду промовише и нове сецесијске идеје о изгледу објекта и нови програм декорације. Плитки пластични украс није смештен само око отвора већ је складно распоређен по читавој фасади. Армирана међуспратна конструкција једна је од првих те врсте у граду. 
Највелелепније Липотово дело у Новом Саду је комплекс синагоге који чине зграда храма, школа и Јеврејска Општина. Синагога и две суседне зграде пројектоване су 1906, а изграђене 1909. године. Новосадска синагога (Ашкенаског обреда Неолошког ритуала) једна је од највећих у овом делу Европе. Грађена као тробродна базилика, Синагога има куполу распона 13 м која се уздиже на висини од 40 м. Отвори у вишим зонама храма украшени су са око 300 м2 декоративних витража. Током 1908. године Липот у Новом Саду гради две велике стамбене зграде: Менратову палату и палату адвоката Томина. Обе грађевине су изведене у сецесијском маниру градских палата средње Европе. Архитекта Липот Баумхорн је најпознатији представник стила мађарске сецесије у Новом Саду.